# Chimayche

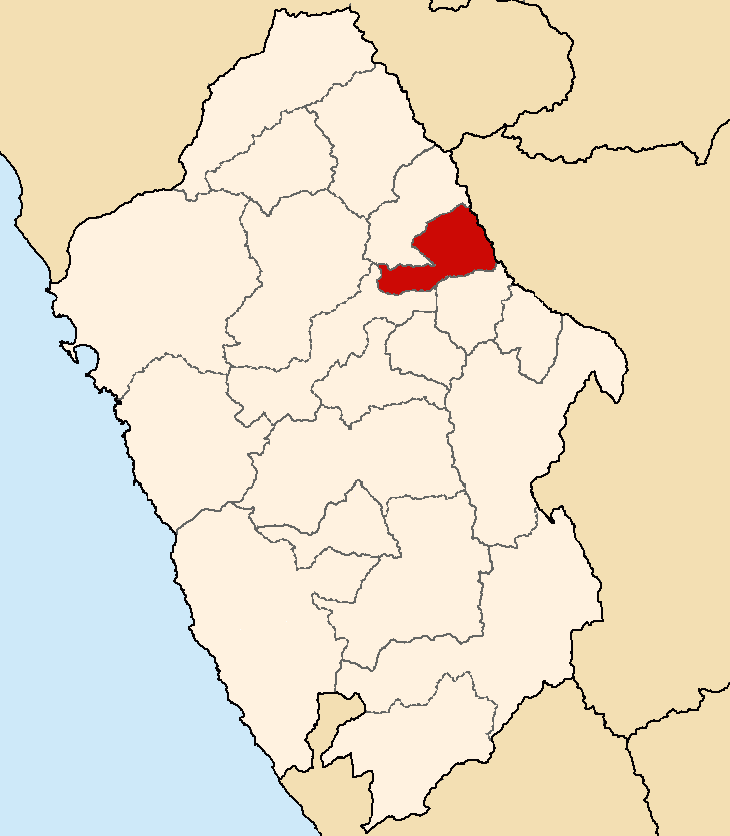
El chimayche se originó en la provincia de Mariscal Luzuriaga, al nor-este de la región Áncash.

El chimayche (chimaychi en quechua), es uno de los géneros musicales de la música andina del Perú propio de la sierra norte de la región Ancash. Originado en el antiguo centro poblado de Vilcabamba, distrito de Casca, provincia de Mariscal Luzuriaga.
Esta variante del huayno ancashino es ampliamente practicada en Sihuas, Piscobamba, Pomabamba, Carlos Fermín Fitzcarrald y toda la provincia de Mariscal Luzuriaga.

## Historia
Es una variante del huayno ancashino, aunque con orígenes más autóctonos y sin la influencia de la guitarra y la mandolina. Se practica en las provincias de la zona norte de Ancash, al respecto, el escritor Justo Ponte Cruz escribe: “La melodía del huayno ancashino conchucano, siempre ha existido ancestralmente y era parte de la coreografía de las danzas de los huanquillas, los huancas, los negritos, el anti, etc. Por los años 1969 aproximadamente, un mercader de la selva, llega a la fiesta de la Virgen de la Candelaria, en el poblado campesino de Vilcabamba y al escuchar la quena traversa y el tamborcillo en la danza del Apu Inca, dice con admiración, estas melodías se parecen a la chimaycheada de mi tierra. Desde ese momento se le bautiza al huayno, como Chimayche. 

## Denominación
El nombre de este género musical está registrado por Juan de Arona como Chimaicha y con presencia en Tarma. Al ritmo lo conocen con tres nombres: chimaychi tal como se pronuncia en quechua y chimaiche o bien chimayche, que es una pronunciación castellanizada. Javier Pulgar Vidal registra la voz  chimaycha y dice que corresponde a un género más dinámico que el huaino y se baila principalmente en pasacalles. En el sur, concretamente en Apurímac, hay un género musical, denominado «chimaycha».

## Características
Es una manifestación cultural andina que ejecuta una pareja o varias de ellas; ya sea en reuniones familiares como cumpleaños, bautizos, matrimonios o vísperas de fiesta, y en danzas, al final, bailan parejas de mujeres como también parejas de varones. El chimayche es un complejo de baile, música, letras y orquestación peculiar. Su música se ejecuta básicamente en la nota si y ocasionalmente en re.
La Municipalidad de Casca ha declarado el chimaiche como patrimonio cultural del distrito de Casca de la provincia Mariscal Luzuriaga por ser cuna del mencionado género musical.

### Difusores

#### Intérpretes
- Anita Fajardo, de Sihuas.
- Wilbert Araoz, de Llama, Piscobamba.
- Lupita Matos, de Sihuas.
- Nila Villanueva Carranza "Estrellita de Pomabamba".
- Sheyla Palomino, de Sisco, Piscobamba.
- Marita Meza, de Huari.
- Haydé Castillo, de Piscobamba.
- Luz Mendoza, de Piscobamba.
- Canario Pomabambino.
- César Bolo Diestra, de Pomabamba.
- Rocotito Pomabambino.
- Halcón Pomabambino.
- Shaullinko, de Vilcabamba, Piscobamba.
- Alpachino de Oro, Llama, Piscobamba.
- Norma Soto Portella "La Novia del Ande".
- Edgar Azaña, Vilcabamba, Piscobamba.
- Luis Alberto Limas Mata.
- Chinita cordillerana de la provincia Mariscal Luzuriaga.

#### Músicos/Compositores
- Santos Chauca Vargas, Pedro Chauca, Marcos Torres, Paulino Azaña y Pancho Cruz: arpistas.
- Jesús Osorio, Venancio Valerio: violinistas.
- Bernardo Valerio Chávez: flautista.
- Tiburcio Cruz, Edgar Azaña, Eugenio Picón, Humberto López, Ronal Martín, Jorge Huamán: arpistas.
- Alejandro Cruz, Reynaldo López, Macedonio Cecilio, Pablo Ponte, Jaime Portella: violinistas.
- Primitivo Valverde, Fulgencio Calixto, Genaro Felipe; violinista Rosas Ponte Vara de Piscobamba; Julio Roca, arpista de Huayllán, Pomabamba.
- Conjunto Musical Perla Andina de Pauca de Andrés y German Herrera Ponte (Los primeros en grabar un disco de 45 RPM con los dos primeros chimayches: “Yana Cordillera” y “Antojo de Suegros” en 1964)
- Otros impulsores del Chimayche son el Conjunto Musical Vilcabamaba, haciendo sus primeras grabaciones en Lima por los años 1965 a 1974, luego años después vienen a difundir los artistas antes citados, justamente este conjunto es del anexo de Vilcabamaba del distrito de Casca, Prov. Mariscal Luzuriaga.
- Eberth Alvarez Salinas, compositor de la ciudad de Pomabamba,
- Nila Villanueva Carranza, Estrellita de Pomabamba,
- Fulgencio Calixto director del conjunto pionero Centro Musical Vilcabamba
- Justo Ponte Cruz, compositor y musico del distrito de Casca de la Provincia Mariscal Luzuriaga
- Cesar Bolo Diestra